# Kézbesítési vélelem
A kézbesítési vélelem olyan  vélelem, amelynek az eseteiben úgy kell tekinteni, hogy a postai úton megküldött hatósági iratok kézbesítése megtörtént volna, mintha sikeres lett volna (holott a kézbesítés  ténylegesen nem volt sikeres). Jelentősége abban áll, hogy  a hatóságok az írásban közölt döntéseiket  hivatalos iratban  kézbesíteni kötelesek.

## Esetei
- A küldemény átvételének megtagadása esetén (a címzett vagy meghatalmazottja úgy nyilatkozik, hogy a küldeményt nem veszi át) az iratot a kézbesítés megkísérlésének napján kézbesítettnek kell tekinteni. Ez a vélelem automatikusan beáll és csak úgy dönthető meg, ha az ebben érdekelt igazolja, hogy maga a kézbesítés volt szabálytalan.
- Ha az irat a hatósághoz "nem kereste" jelzéssel érkezik vissza, akkor  - az ellenkező bizonyításig - úgy kell tekinteni, hogy az iratot a postai kézbesítés második tényleges megkísérlésének napját követő 5.  munkanapon kézbesítettnek kell tekinteni. Ilyen esetekben a kézbesítési vélelem az ügyfél küldemény-átvételi szándékától függetlenül áll be.